# 水野正名
水野 正名（みずの まさな）は、江戸時代末期（幕末期）から明治初期にかけての武士。久留米藩重臣。
真木保臣死後の藩内の尊王攘夷派の領袖であり、明治維新後の藩政を主導するが、久留米藩難事件により失脚し獄死した。

## 生涯
文政6年（1823年）、久留米藩重臣（中老）・水野文三郎正芳の二男（長男は早世）として久留米に生まれる。母・鶴子は、同じく久留米藩重臣・稲次縫殿成興の娘。次弟・道之助は番頭・吉田俊喬の養子となって吉田博文を称し、三弟・恭之進は家老・稲次正誠の家を継いで稲次正訓を称した。
天保14年（1843年）、奏者番となる。真木保臣・木村三郎（重任）と交わり尊王攘夷派として活動、藩政の改革を主張した。嘉永5年（1852年）3月、久留米藩における尊王攘夷派の失脚・弾圧（嘉永の大獄）により正名も職を解かれて永蟄居を命ぜられ、以後12カ年にわたって幽閉された。嘉永の大獄に際しては、同志であった弟の稲次正訓（家老脇1000石）も家禄没収・幽閉の処分を受け、自刃している。
文久3年（1863年）5月に幽閉を解かれ、真木保臣とともに京都に上り、学習院御用掛となる。同年8月、八月十八日の政変が発生すると、三条実美・四条隆謌・東久世通禧ら七卿に従って長州に入る（七卿落ち）。元治元年（1864年）、五卿（七卿のうち錦小路頼徳・澤宣嘉を除く）とともに大宰府に入ってその側近に仕え、警護に当たるとともに久留米藩尊王攘夷派との連絡を持った。慶応3年（1867年）、五卿とともに上京。
明治元年（1868年）2月、大坂において奏者番に復帰し、参政となる。3月、藩主とともに久留米に入り、中老に進んで藩政を担い、尊王攘夷派政権を組織した。この際、嘉永の大獄に報復する形で佐幕開明派に対して弾圧を加え、有馬監物らを幽閉し、今井栄らに切腹を命じた。
明治元年5月、佐々金平（真武）の提案により、武士・町民・農民を混成した「応変隊」を編成し、義弟の水野又蔵（正剛）を隊長、佐々金平を参謀とした。応変隊は戊辰戦争に従軍し、箱館戦争に参加する。明治2年（1869年）6月17日、版籍奉還にともない久留米藩大参事となる。
明治3年（1870年）9月、長州藩で奇兵隊の反乱（脱隊騒動）を起こして敗れた大楽源太郎が久留米に逃れると、小河真文ら応変隊幹部はこれを庇護した。大楽らによるクーデター計画が発覚すると（二卿事件）、明治4年（1871年）、明治政府は久留米藩に対して巡察使四条隆謌少将率いる軍を派遣した（久留米藩難事件、辛未の藩難）。水野正名は藩知事有馬頼咸の命を受けて事態の収拾にあたったが、3月13日免官の上捕えられて東京に護送された。12月には終身禁錮に処せられ、青森県弘前の監獄に移送。明治5年（1872年）11月、同地で獄死した。享年50。
水野正名の国事への奔走を顕彰する石碑が、篠山神社境内にある。これは、1933年に建立されたものである。